# Sebastián Crismanich
Sebastián Eduardo Crismanich (ur. 30 października 1986 w Corrientes) – argentyński zawodnik taekwondo, złoty medalista letnich igrzysk olimpijskich z Londynu w kategorii do 80 kg.